# 林群盛
林群盛（1969年8月25日—2022年11月2日），台灣台北市人。詩人，劇作家，插畫家。畢業於光武工專機械科，後於美日兩國留學，攻讀室內設計、音樂、電腦動畫等科系。曾獲全國優秀青年詩人獎、創世紀35週年詩獎等獎項。 詩人洛夫在林群盛獲得創世紀詩獎的評語說：「對都市文化和生態環境的感受力相當敏銳，想像縱橫一時呈飛躍之姿，意氣的爆發力很強，在整體結構上不免失控，語言尚待提煉。作者甫入詩道，潛力無限。」

## 作品特色
林群盛的詩作受到動漫、漫畫、遊戲、同人誌等影響，其在臺灣文學中的重要性包含開創電腦詩、BBS詩、3D詩、網路遊戲詩、科幻詩等不同次文類的新貌。

### 電腦詩
代表作：〈沉默〉（POETRY-BASIC）。
全詩以電腦語言（BASIC）寫成，除了題目外沒有中文出現。發表後隔年由張漢良教授選入《七十六年詩選》（爾雅出版）。

### BBS詩[5]
以ANSI碼、ASCII符號或BBS特有介面創作的詩作，發表於各BBS網站。

### 3D詩[6]
以3D眼鏡或是3D的交錯視線閱讀，則會出現漂浮在原詩上的另一首詩。於「新新世代詩的現形會——2003跨界遊藝新詩物件展」（2.22-2.28，文藝協會藝文中心）：【４６億年LOVESONG七變化】展出。

### 網路遊戲詩[7]
在網路遊戲「天堂2」與「魔獸世界」內的專屬媒體與介面，以該遊戲特有文化與環境為題材發表詩作。

### 科幻詩
透過「星球」書寫，建立與林燿德、陳克華不同的科幻視域。

## 詩社活動
曾參與地平線詩社、薪火詩社、耕莘詩黨、華岡詩社。幻獸詩會社「朱雀詩團」發起人。網路詩壇壹週刊（明日報新聞台）主筆。
曾任北一女中極光詩社等校園詩社指導老師。

## 作品

### 詩集
- 《超時空時計資料節錄集Ⅰ聖紀豎琴座奧義傳說》（1988）
- 《超時空時計資料節錄集Ⅱ星舞絃獨角獸神話憶》（1995）
- 《限界覺醒！超中二本》（2014）
- 《次元旅行☆跳躍了》（2018）與四貓貓合著

## 外部連結
- 台灣作家作品目錄資料庫——林群盛 （页面存档备份，存于）